# František Rýpar
František Rýpar (23. března 1925 Starý Hrozenkov – 7. května 2014 Vatikán) byl český římskokatolický kněz působící v období komunistické totality v úřadech Římské kurie, koadjutor vatikánské Baziliky sv. Petra.

## Život
Po komunistickém převratu v roce 1948 odešel na studia do Říma. Na kněze byl vysvěcen 22. prosince 1951 v Lateránské bazilice. Dlouhá léta svého kněžského působení pracoval ve vatikánské kongregaci pro biskupy. Vztah k Československu a poté k České republice stále udržoval. Zajímal se o vývoj římskokatolické církve v komunistickém i postkomunistickém prostoru střední Evropy a o životě své rodné brněnské diecéze. Zabýval se sociálním učením církve, na toto téma také publikoval v roce 1988 vyučovací text „Sociální nauka církve“. Brněnský biskup Vojtěch Cikrle mu v prosinci 2007 udělil za obětavou kněžskou službu medaili sv. Petra a Pavla a v únoru 2014 byla Rýparovi udělena biskupem Cikrlem pamětní medaile sv. Cyrila a Metoděje.
Zemřel v noci z 6. na 7. května 2014 ve Vatikánu ve věku 89 let. Poslední rozloučení proběhlo v pátek 9. května 2014 v 11 hodin v bazilice svatého Petra ve Vatikánu, ve které vykonával službu koadjutora. Poté byl uložen do vatikánského kněžského hrobu na Campo Verano.

## Monografie
- RÝPAR, František. Sociální nauka církve. Tišnov: SURSUM, 1991. 95 s. ISBN 80-901038-0-4.